# Ольговка (Томская область)
Ольговка — деревня в Томском районе Томской области России. Входит в состав Малиновского сельского поселения. Население 1 чел. (2021) .

## География
Находится на востоке региона, в лесной местности северо-восточной части района, на реке Малая Юкса, которая на территории селения запружена.
Уличная сеть не развита.
Географическое положение
Расстояние до
районного центра с. Малиновка: 22 км.
областного центра г. Томск: 62 км.

## История
18 июня 1997 года, на основании Постановления Главы Томского района № 68 от 14.04.1997 года «О реформировании органов местного самоуправления на территории Томского района», д. Ольговка перешла в Малиновский сельский округ, образованный объединением Малиновской и Александровской администраций.
В соответствии с Законом Томской области от 12 ноября 2004 года № 241-ОЗ деревня вошла в образованное 1 января 2005 года муниципальное образование Малиновское сельское поселение.
На 2021 год в деревне остался жилым 1 дом со старожилом Валентиной Качаевой, родившейся в 1931 году. Переезжать она не собирается. Как она сама говорит, что ей в городе не нравится, что не её это.

## Население
| 2002 | 2008 | 2009 | 2010 | 2011 | 2012 | 2013 | 2014 | 2015 |
| ---- | ---- | ---- | ---- | ---- | ---- | ---- | ---- | ---- |
| 16   | ↘4   | ↗10  | ↘9   | →9   | →9   | →9   | →9   | →9   |
| 2021 |      |      |      |      |      |      |      |      |
| ↘1   |      |      |      |      |      |      |      |      |

## Инфраструктура
Лесное хозяйство.

## Транспорт
Просёлочные дороги. Вблизи проходит автотрасса Томск — Итатка. Ближайшая станция железной дороги Ольговка на линии Томск — Асино.